# NGC 5222-1
NGC 5222-1 (другие обозначения — UGC 8558, MCG 2-35-5, ZWG 73.39, KCPG 383A, ARP 288, VV 315, PGC 47871) — эллиптическая галактика (E) в созвездии Дева.
Этот объект входит в число перечисленных в оригинальной редакции «Нового общего каталога».